# Filsenberg
Der Filsenberg (805,4 m ü. NHN) ist ein Berg der Schwäbischen Alb südlich von Öschingen, einem Stadtteil von Mössingen in Baden-Württemberg. Teile des Berges stehen unter Naturschutz.

## Naturschutzgebiet
Die Magerwiese auf der unbewaldeten Filsenberghochfläche steht wegen der dort wachsenden seltenen Pflanzen (Orchideen, Katzenpfötchen, Türkenbundlilien, Enziane u. a.) seit 1983 unter Naturschutz. Das 35,8 ha große Naturschutzgebiet Filsenberg wird dem Naturraum Mittlere Kuppenalb zugeordnet. Magerrasen, Borstgrasrasen und Saumgesellschaften prägen das Landschaftsbild.
Schutzzweck ist die Erhaltung der Hochwiesen mit ihrer Vielfalt an Tier- und Pflanzenarten unter weitgehender Vermeidung von Dünger und Nährstoffeintrag.

## Quelle
- Steckbrief des Naturschutzgebietes im Schutzgebietsverzeichnis der Landesanstalt für Umwelt Baden-Württemberg